# 性犯罪条例
性犯罪条例（せいはんざいじょうれい）とは地方自治体の条例。

## 概要
18歳未満の児童に対する性犯罪を犯した元受刑者に対し、刑期を終えてから5年以内は自治体に対する住所や生年月日、連絡先、罪名などの届け出を義務付け、所在の確認できた前歴者に対し社会復帰にむけた相談や支援を行うことを規定している。当該自治体に住民票を置いている者だけでなく、居住実態がある者も届け出の対象である。届け出違反には過料5万円が規定されている。
初めて条例が制定されたのは大阪府で、「大阪府子どもを性犯罪から守る条例」が2012年3月23日に大阪府議会で成立され、同年10月1日に施行されている。
2例目は福岡県で、「福岡県における性暴力を根絶し、性被害から県民等を守るための条例」が2019年2月21日に福岡県議会で可決され、同年3月に一部施行され、届け出義務規定は2020年に施行されている。
2021年3月に大阪府茨木市に住む無職の男が2020年6月と2020年11月に大阪府北部の路上でそれぞれ別の女児への強制わいせつをした容疑で逮捕された。この男は2015年10月に少女への強制わいせつ罪等で実刑判決を受けて服役して仮釈放され、刑期満了となっていたが、刑期満了から5年経過していなかったにもかかわらず、大阪府性犯罪条例に基づく届け出をしておらず、逮捕の1か月前の2021年2月に大阪府警から大阪府に通知されていた。2021年8月に届け出をしなかった条例違反で5万円の過料となった。届け出義務違反の条例違反で過料となったのはこれが初めてとなった。